# هیرویوکی ایواتسوکی
هیرویوکی ایواتسوکی (انگلیسی: Hiroyuki Iwatsuki؛ زادهٔ ۲۳ ژوئیهٔ ۱۹۷۰) آهنگساز اهل ژاپن است.